# Inbee Park
Inbee Park (en coreano: 박인비, pronunciación: [baːk in bi], Seúl, Corea del Sur, 12 de julio de 1988) es una golfista profesional surcoreana que se ha destacado en el LPGA Tour, donde ha conseguido 16 victorias. Ha resultado primera en las temporadas 2012 y 2013, y segunda en 2014.
Ha sido la golfista número 1 del ranking mundial femenino entre abril de 2013 y junio de 2014, luego entre octubre de 2014 y febrero de 2015, y a partir de junio de 2015, acumulando más de 80 semanas.
Park ha ganado siete torneos mayores: el Abierto de los Estados Unidos Femenino de 2008 y 2013, el Campeonato Kraft Nabisco de 2013, el Campeonato de la LPGA de 2013, 2014 y 2015, y el Abierto Británico Femenino 2015. También fue segunda en el Abierto Británico Femenino 2012 y ha logrado 11 top 5 y 21 top 10 en torneos mayores. Entre sus demás triunfos se destaca el Masters Evian de 2012.
En 2013 fue la cuarta jugadora de LPGA Tour en ganar tres títulos mayores. Es la jugadora más joven en ganar el Abierto de los Estados Unidos Femenino con 19 años.
Por otra parte, Park jugó la Copa Lexus de 2008 con la selección asiática y la LPGA International Crown de 2014 con la selección surcoreana.